# Notommata copeus
Notommata copeus är en hjuldjursart som beskrevs av Ehrenberg 1834. Notommata copeus ingår i släktet Notommata och familjen Notommatidae. Arten är reproducerande i Sverige. Inga underarter finns listade i Catalogue of Life.